# Neuville-près-Sées
Neuville-près-Sées és un municipi francès situat al departament de l'Orne i a la regió de Normandia. L'any 2007 tenia 119 habitants.

## Demografia

### Població
El 2007 la població de fet de Neuville-près-Sées era de 119 persones. Hi havia 48 famílies de les quals 12 eren unipersonals (8 homes vivint sols i 4 dones vivint soles), 20 parelles sense fills i 16 parelles amb fills.
La població ha evolucionat segons el següent gràfic:
Habitants censats

### Habitatges
El 2007 hi havia 79 habitatges, 49 eren l'habitatge principal de la família, 19 eren segones residències i 11 estaven desocupats. Tots els 78 habitatges eren cases. Dels 49 habitatges principals, 39 estaven ocupats pels seus propietaris, 8 estaven llogats i ocupats pels llogaters i 2 estaven cedits a títol gratuït; 2 tenien dues cambres, 5 en tenien tres, 14 en tenien quatre i 28 en tenien cinc o més. 45 habitatges disposaven pel capbaix d'una plaça de pàrquing. A 24 habitatges hi havia un automòbil i a 20 n'hi havia dos o més.

### Piràmide de població
La piràmide de població per edats i sexe el 2009 era:
| Homes | Edats   | Dones |
| ----- | ------- | ----- |
| 0     | 95 o +  | 0     |
| 0     | 90 a 94 | 0     |
| 0     | 85 a 89 | 0     |
| 0     | 80 a 84 | 0     |
| 0     | 75 a 79 | 4     |
| 4     | 70 a 74 | 4     |
| 4     | 65 a 69 | 0     |
| 8     | 60 a 64 | 0     |
| 4     | 55 a 59 | 4     |
| 8     | 50 a 54 | 4     |
| 8     | 45 a 49 | 4     |
| 4     | 40 a 44 | 12    |
| 4     | 35 a 39 | 0     |
| 0     | 30 a 34 | 8     |
| 4     | 25 a 29 | 4     |
| 4     | 20 a 24 | 0     |
| 8     | 15 a 19 | 0     |
| 12    | 10 a 14 | 4     |
| 8     | 5 a 9   | 0     |
| 0     | 0 a 4   | 8     |

## Economia
El 2007 la població en edat de treballar era de 73 persones, 60 eren actives i 13 eren inactives. De les 60 persones actives 54 estaven ocupades (30 homes i 24 dones) i 6 estaven aturades (2 homes i 4 dones). De les 13 persones inactives 8 estaven jubilades, 1 estava estudiant i 4 estaven classificades com a «altres inactius».

### Ingressos
El 2009 a Neuville-près-Sées hi havia 49 unitats fiscals que integraven 130 persones, la mediana anual d'ingressos fiscals per persona era de 15.125 €.

### Activitats econòmiques
Dels 4 establiments que hi havia el 2007, 1 era d'una empresa extractiva, 2 d'empreses de serveis i 1 d'una entitat de l'administració pública.
L'any 2000 a Neuville-près-Sées hi havia 14 explotacions agrícoles que ocupaven un total de 792 hectàrees.

## Poblacions més properes
El següent diagrama mostra les poblacions més properes.